# Bennie De Taeye
Bennie De Taeye is een personage uit de Vlaamse soap Thuis. Bennie De Taeye werd gespeeld door Mark Tijsmans.

## Fictieve biografie
Bennie was het lief van Peggy. Hij was niet bepaald de ideale schoonzoon: ging niet meer naar school, werkte niet, maar vooral: hield zich bezig met drugszaken. Dit was voor Rosa genoeg om Peggy te verbieden om een relatie te hebben met hem. Maar de liefde was zo sterk dat Rosa de relatie niet stuk kreeg. Omdat zijn ouders hem niet meer binnen lieten, heeft hij een tijd bij Rosa en Peggy gewoond. Nadat zijn job in de wijnwinkel (waar hij via Rosa kon werken) mislukte, ging hij de kost verdienen als garçon. Hierdoor kon hij Peggy amper nog zien, omdat hij 's nachts werkte en overdag sliep. Dit, gecombineerd met het feit dat hij niet ophield met zijn drugsaffaires, zorgden ervoor dat de relatie stukging.
In seizoen 2 krijgt hij een job van Lou: hij mag de stallen van Hof Ter Smissen schoonmaken. Bennie vertelt dat hij veranderd is, maar niets is minder waar: hij stalt gestolen goederen op in de stallen. Wanneer de stallen in brand vliegen, vlucht hij naar Portugal. In seizoen 3 vlucht hij met Lucs zwart geld dat hij verdiend had in Amerika naar het Italië. Daar richt hij met het geld een taverne "Trattoria Bennie" op. Wanneer Luc, Leontien en Frank naar Italië reizen om zaken te doen tussen Sanitair Vercammen en Salieri gaat Frank toevallig in de zaak van Bennie iets drinken. Zo worden twee weer met elkaar geconfronteerd. 
Ook Bennies zus Rebecca deed vroeger mee in de serie. 
In 2006 raakte bekend dat Bennie zijn leven heeft gebeterd en voor de politie werkte. Dit is allicht een verwijzing naar de rol die acteur Mark Tijsmans speelt in Flikken. In 2016 dook hij terug op in de serie. Hij baat nu een klein hotel uit in Portugal en is in België om zakenpartners te zoeken. Wanneer hij een afspraak heeft met advocaat Karin Baert komt hij daar zijn oude liefde Peggy, die daar toevallig als poetshulp aan de slag was, tegen. Bennie en Peggy werden weer verliefd op elkaar, en niet veel later vertrokken ze samen naar Portugal, waar Peggy bij hem kwam intrekken.